# Amiran
Pour l’article homonyme, voir Amirani (volcan).

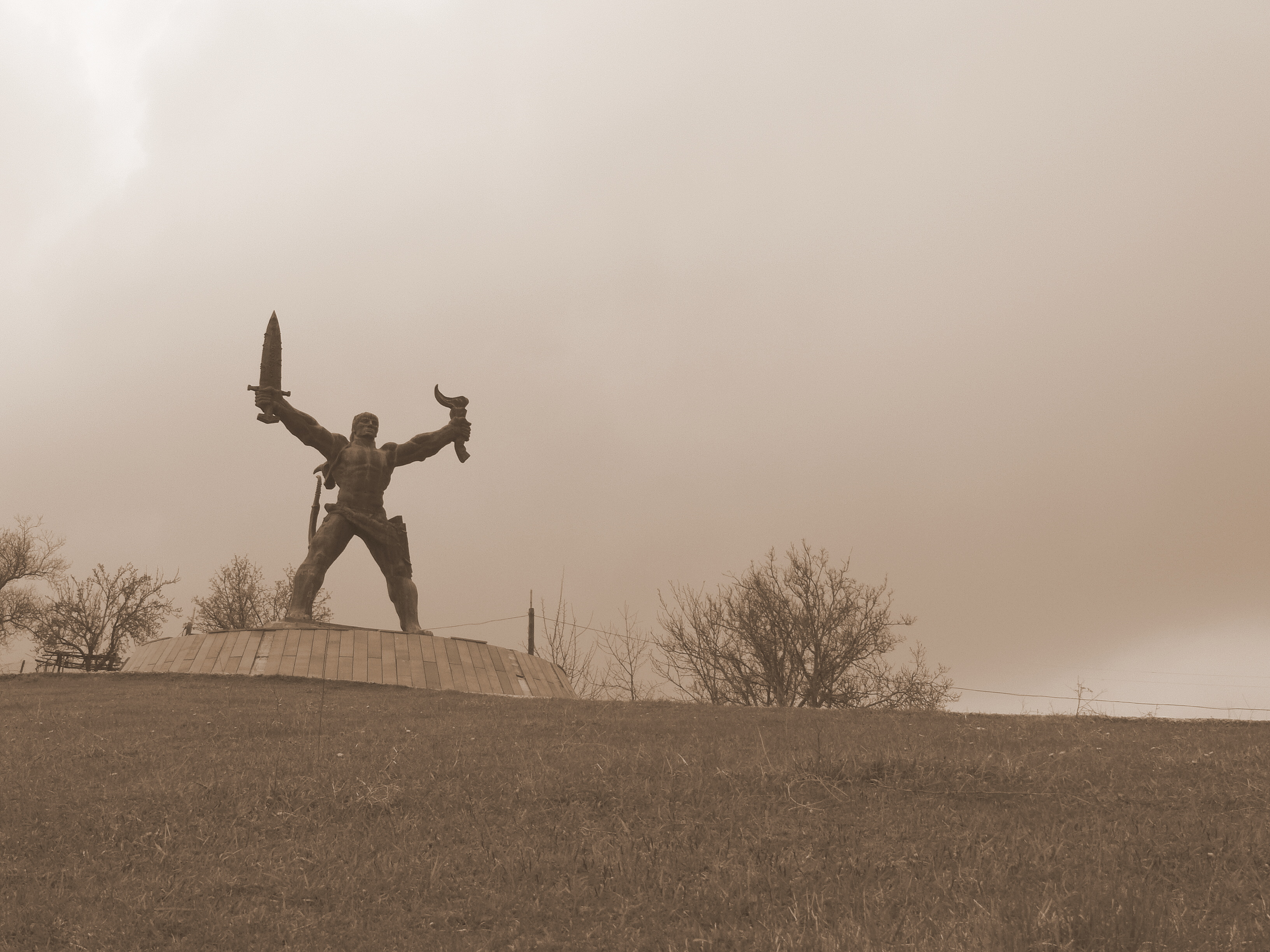
Statue d'Amirani en Géorgie.

Amiran ou Amirani est un héros de la mythologie géorgienne, et un équivalent caucasien du Prométhée des Grecs. Enchaîné en guise de châtiment, à un roc du Mont Kazbek (aussi appelé Mkinvartsveri) par une divinité païenne qu'il avait défiée, Amiran a peu à peu quitté la seule mythologie de la Géorgie, dont il constitue un des symboles, pour occuper le folklore et la littérature géorgienne depuis de nombreux siècles déjà.

## Le mythe d'Amiran
Au XIIe siècle, Amiran est le sujet d'un roman de chevalerie, l'Amiran-Darejaniani. Au XIXe siècle, Amiran, à l'instar de Prométhée dans la littérature européenne, devient plus tard chez les poètes géorgiens le symbole de la libération, plus précisément ici, de la libération de l'esclavage imposé par les Russes .
Selon les études menées en Géorgie sur Amiran, la légende d'Amiran fait appel à un ancien mythe, selon lequel Amiran est avalé par un dragon ; Amiran lui ouvre le ventre et sort, permettant également au soleil de sortir. Amiran serait donc un ancien symbole de mort, puis de résurrection, un symbole d'éternelle renaissance. C'est ce qui en fait le symbole culturel majeur pour les Géorgiens, dont il influence l'histoire culturelle et politique.
Cette ancienne mythologie gréco-caucasienne de mort et de résurrection, de lever et de coucher du soleil, ou de cycle des saisons où l'été se transforme en hiver pour revenir de nouveau, est devenu pour les Géorgiens le combat éternel et victorieux de la lutte contre l'esclavage.

## L’Amiran-Darejaniani

Miniature du manuscrit de Amiran-Darejaniani (1824), copie de David Tumanov (H-384, Centre national des manuscrits de Géorgie.

### Contexte et destin du roman
L’Amiran-Darejaniani (géorgien: ამირან-დარეჯანიანი), rendu en français par « Histoire d'Amiran, fils de Daredjane ») est un roman médiéval géorgien, datant probablement de la première moitié du XIIe siècle. Il s'agit de l'un de ces ouvrages littéraires qui annoncent l'émergence d'une littérature séculière locale, après plusieurs siècles de domination par une tradition patristique.
C'est un ouvrage en prose, contant en douze épisodes les combats de chevaliers ; il est attribué à Moïse de Khoni (Moïse Khoneli ; მოსე ხონელი). Cette attribution se trouve dans l'épilogue d'un poème épique, le Vep’khis-tqaosani de Shota Rustaveli, le plus grand classique de la littérature géorgienne médiévale, mais on ne la retrouve pas ailleurs. Selon une tradition, Moïse serait venu de la ville de Khoni, dans la Géorgie occidentale, et, comme Rustaveli, il servit à la cour de la reine Tamar (qui régna de 1184 à 1213), souveraine du pays pendant l'« Âge d'or » de la Géorgie.
Les noms persans et arabes qui jalonnent le roman, ainsi que le manque de références spécifiquement géorgiennes dans le texte, ont conduit Marie-Félicité Brosset et Nicolas Marr à l'hypothèse, aujourd'hui discréditée, selon laquelle l’Amiran-Darejaniani aurait été la traduction d'un texte persan perdu. Cependant, l'influence de la tradition épique persane, et tout particulièrement du Shahnameh de Ferdowsi se ressent très fortement,, et le personnage d'Amiran évoque celui de Rostam.
L’Amiran-Darejaniani fut publié par le critique littéraire géorgien autodidacte et bibliophile Zakaria Chichinadze en 1896, édition suivie par plusieurs éditions critiques au XXe siècle. La première traduction anglaise du roman, établie par Robert Horne Stevenson, date de 1958. Puis, en 1965, apparut une traduction russe de Bidzina Abuladze.

### Synopsis
Le cycle débute avec une introduction dans laquelle Absesalom, roi des Indiens, est hanté par le mystérieux portrait d'un groupe de chevaliers, dont un bref message dit simplement que la fille du Roi des Mers sera délivrée de sa captivité aux mains des kaji, une tribu de cruels sorciers, par ces chevaliers.
Abesalom finit par rechercher le dernier survivant dépeint, Savarsamidze, qui devient alors l'un des principaux narrateurs du roman. Ainsi, le mystérieux tableau se révèle illustrer Amiran, fils de Daredjane, et ses associés, se prolonge par une série de contes narrés au roi Abesalom et mettant en scène Amiran et ses compagnons, Savarsamidze, Nosar et Badri, au cours de leurs dangereuses missions,.
C'est alors l'histoire de la rencontre d'Amiran avec un étranger vêtu de noir, qui raconte en pleurant l'histoire de son protecteur, le chevalier Badri, fils de Iaman (Badri Iamanisdze), dont s'empare le monstre Baqbaq-Devi alors qu'il revenait d'une mission extrêmement dangereuse, mais finalement couronnée de succès, pour libérer et épouser la fille du Roi des Mers.
Un autre vaillant chevalier, Nosar Nosreli, envoyé par le Roi des Mers pour délivrer Badri, va partager son sort. Amiran, accompagné par son serviteur Savarsimisdze et l'homme vêtu de noir, se met en campagne pour libérer les chevaliers capturés par le monstre Baqbaq-Devi. Après une terrible succession de d'escarmouches et de batailles avec des monstres, et quelques autres aventures, Amiran parvient à délivrer Badri et Nosar, et à tuer Baqbaq-Devi.
S'ensuivent alors de nombreuses autres aventures.
Dans le dernier chapitre du roman, Amiran sauve Balkh d'un démon qui dévastait la ville, et épouse la fille du roi local, pour rentrer enfin chez lui couvert de gloire,.

## Comparaison avec le mythe de Prométhée
La mythologie comparée a rapproché le mythe d'Amirani et de son châtiment de celui du Titan grec Prométhée, enchaîné au Caucase dans la mythologie grecque.